# Ilvesheim
Ilvesheim település Németországban, azon belül Baden-Württembergben. Lakosainak száma 9280 fő (2023. december 31.).

## Népesség
A település népessége az elmúlt években az alábbi módon változott:
| Lakosok száma | 6286 | 6377 | 6415 | 6396 | 8076 | 9222 | 9346 | 9253 | 9299 | 9280 |
|               | 1961 | 1962 | 1963 | 1964 | 1975 | 2017 | 2019 | 2021 | 2022 | 2023 |